# دنیلو آلویم

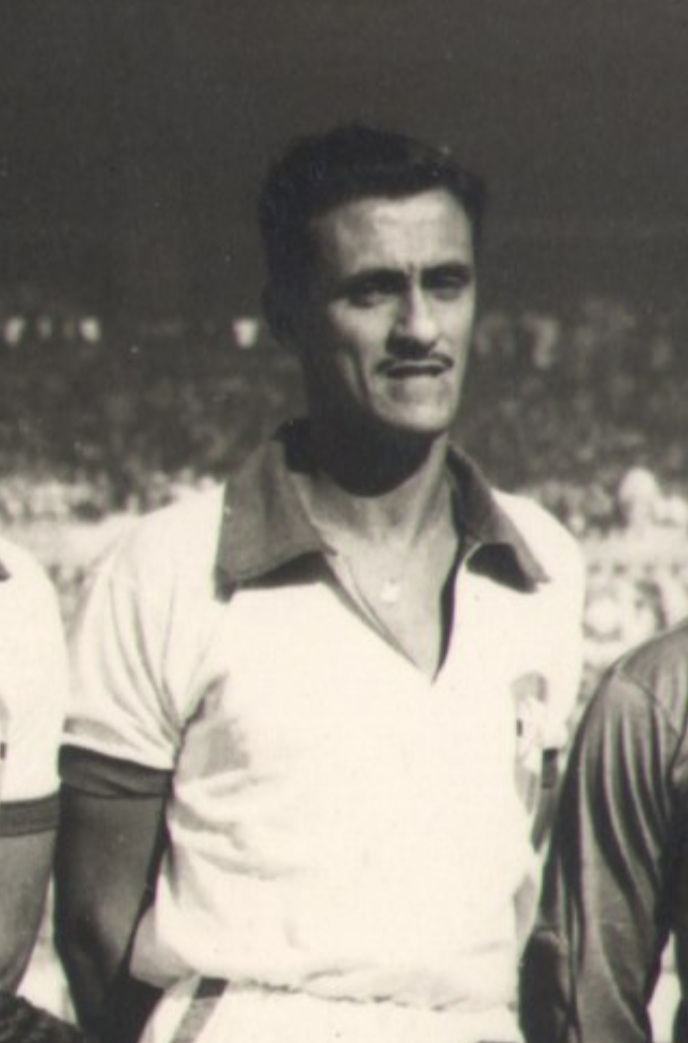
دنیلو آلویم در سال ۱۹۵۰

دنیلو آلویم (انگلیسی: Danilo Alvim; ۳ دسامبر ۱۹۲۰ – ۱۶ مهٔ ۱۹۹۶) بازیکن فوتبال و مربی فوتبال اهل برزیل بود.
از باشگاه‌هایی که در آن بازی کرده‌است می‌توان به باشگاه فوتبال بوتافوگو و باشگاه ورزشی واسکو دوگاما اشاره کرد.
وی همچنین در تیم ملی فوتبال برزیل بازی کرده‌است.